# 餅原平二
餅原 平二（もちはら へいじ、1852年1月3日（嘉永4年12月12日） -  1920年2月25日）は、日本の海軍軍人。最終階級は海軍中将。男爵。

## 経歴
薩摩藩士餅原平右衛門の二男。明治4年（1871年）10月、兵部省に出仕。明治5年（1872年）3月、水路局測量生となり、以後、測量業務に従事。1874年（明治7年）9月、海軍少尉補に任官し、1878年（明治11年）12月、海軍少尉となる。
1885年（明治18年）5月、「浪速」回航委員となりイギリスに出張。「浪速」水雷長等を経て、1889年（明治22年）6月、海軍少佐に昇進。1892年（明治25年）11月、海軍兵学校水雷術教官となり、佐世保水雷隊攻撃部司令を経て、1894年（明治27年）7月、常備艦隊水雷艇隊司令に発令され、日清戦争に出征。常備艦隊1水雷艇隊司令、佐世保水雷隊攻撃部司令兼第1水雷隊司令、「赤城」「摩耶」の各艦長、横須賀水雷団長心得などを経て、1896年（明治29年）10月、海軍大佐に昇進し横須賀水雷団長に就任。
1897年（明治30年）12月、海軍水雷術練習所長に就任。兼横須賀水雷団長、佐世保水雷団長、横須賀水雷団長を経て、1903年（明治36年）7月、海軍少将に進み舞鶴港務部長兼舞鶴予備艦部長となった。
1904年（明治37年）1月、鎮海防備隊司令官となり日露戦争を迎えた。翌年12月、大湊要港部司令官に就任。1907年（明治40年）3月、海軍中将となり海軍将官会議議員に就任。同年5月8日に待命となる。同年9月21日、男爵の爵位を授爵し華族となり、同年10月31日、予備役に編入された。1914年（大正3年）3月1日に後備役となる。1916年（大正5年）12月12日に退役した。墓所は雑司ヶ谷霊園。

## 栄典・授章・授賞
位階
- 1891年（明治24年）7月6日 - 従六位[5]
- 1896年（明治29年）12月21日 - 正六位[6]
- 1898年（明治31年）3月8日 - 従五位[7]
- 1903年（明治36年）4月20日 - 正五位[8]
- 1907年（明治40年）
  - 5月10日 - 従四位[9]
  - 11月20日 - 正四位[10]
- 1916年（大正5年）12月1日 - 従三位[11]

勲章等
- 1894年（明治27年）11月24日 - 勲五等瑞宝章[12]
- 1895年（明治28年）
  - 9月27日 - 双光旭日章・功四級金鵄勲章[13]
  - 11月18日 - 明治二十七八年従軍記章[14]
- 1899年（明治32年）11月10日 - 勲四等瑞宝章[15]
- 1904年（明治37年）5月27日 - 勲三等瑞宝章[16]
- 1906年（明治39年）4月1日 - 功三級金鵄勲章、勲二等旭日重光章、明治三十七八年従軍記章[17]
- 1907年（明治40年）9月21日 - 男爵 [18]